# Quận III, Budapest
Quận III, Budapest là một quận thuộc hạt főváros, Hungary. Quận này có diện tích 39,7 km², dân số năm 2010 là 123532 người, mật độ 3112 người/km².